# Šneur Zalman z Ljady
Šneur Zalman z Ljady (hebr./jidiš שניאור זלמן‎; 15. září 1745 – 	15. prosince 1812) byl ortodoxní rabín, zakladatel chasidského hnutí Chabad.
Byl potomkem pražského rabiho Löwa (zemřel 1609) v přímé linii.

## Život
Šneur Zalman se narodil v Ljozně v dnešním Bělorusku. Do 12 let studoval v městečku Lubavič v dnešní Smolenské oblasti Ruska. V 15 letech se oženil se Sternou Segalovou, pocházející z bohaté rodiny ve Vitebsku.
V roce 1764 se stal se žákem Velkého Magida Dov Bera z Meziřiče. O tři roky později byl ve věku 22 let jmenován magidem Ljozny, kterým zůstal až do roku 1801.
Po smrti Ga'ona z Vilna v roce 1797 byli chasidé obviněni komunitou z Vilna z podvratných aktivit, z podpory Osmanské říše. Následujícího roku tak byl Šneur Zalman kvůli podezření z velezrady odvezen do Petrohradu a po 53 dní vězněn v Petropavlovské pevnosti. Poté byl propuštěn na rozkaz cara Pavla I.
V roce 1800 byl opět odvezen do Petrohradu a po několik týdnů vězněn. Pak sice vyšel z vězení, ale po dalších několik týdnů nesměl odcestovat z města. Plnou svobodu dostal po nástupu nového cara Alexandra I. Poté se na základě pozvání šlechtice Stanisława Lubomirského odstěhoval do obce Ljady ve Vitebské oblasti, ležící na hranici mezi Ruskem a Běloruskem. Tam se jeho hnutí velice rozrostlo a s obcí Ljady je tak dodnes spojován.
V roce 1812 se rozhodl prchnout před Napoleonovými vojsky, směřoval do ukrajinské Poltavy. Po cestě však zemřel v malé vsi Pena v ruské Kurské oblasti. Bylo mu 67 let, pohřben je v ukrajinském městě Haďač.

## Dílo

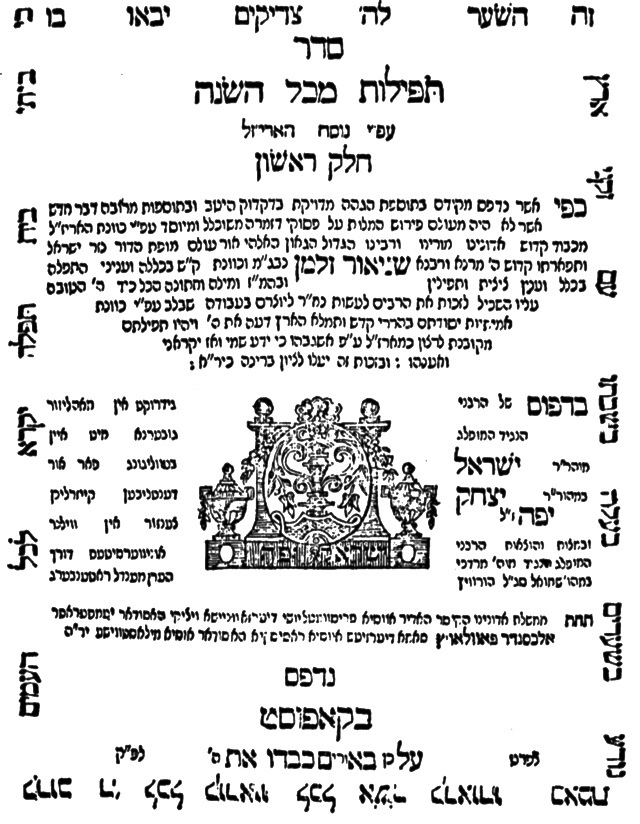
Titulní strana Siddur im DACh

Tanjazákladní dílo filozofie hnutí Chabad Lubavič;
Šulchan aruch ha-Ravhalachický kodex navazující na Šulchan aruch Josefa Karo zohledňující pozdější komentáře, požívá značnou autoritu v chasidských komunitách;
Tora or, Likutej Torakomentáře k Tóře;
Sidur im DAChkniha modliteb s komentáři.